# Alois Johandl
Alois Johandl (ur. 1925, data śmierci nieznana) – zbrodniarz nazistowski, członek załogi niemieckiego obozu koncentracyjnego Mauthausen-Gusen i Unterscharführer.
Obywatel austriacki. Z zawodu murarz. W 1943 wstąpił do Waffen-SS i skierowany został na front wschodni w ramach Dywizji SS Das Reich. Jesienią 1943 stracił ramię podczas walki. Na przełomie października i listopada 1944 Johandla przydzielono do służby w Gusen II, podobozu KL Mauthausen. Konwojował komanda więźniarskie pracujące przy budowie podziemnej fabryki Messerschmitta w rejonie St. Georgen an der Gusen. Więźniowie pracowali tu w straszliwych warunkach, ryjąc tunele w litej skale. Ocenia się, że około 90 procent z nich zginęło. Obowiązkiem Johandla było nadzorowanie więźniów transportowanych pociągiem z Gusen do budowanej fabryki. Ze względu na swoje okrucieństwo otrzymał przydomek „jednorękiego szatana z Gusen” i „jednorękiego diabła”. Johandl nieustannie katował więźniów kijem lub biczem, niejednokrotnie ze skutkiem śmiertelnym. Szczególnie znęcał się nad więźniami żydowskimi. Oprócz tego zdarzało mu się wpychać swoje ofiary na naelektryzowane obozowe druty kolczaste.
26 listopada 1947 Alois Johandl stanął przed austriackim sądem w Wiedniu oskarżony o torturowanie i maltretowanie więźniów oraz morderstwa w pięciu przypadkach. Prokurator zażądał kary śmierci, jednak sąd skazał oskarżonego w dniu 28 kwietnia 1948 jedynie na 20 lat pozbawienia wolności. Uznano bowiem za łagodzące takie okoliczności jak młody wiek Johandla, w którym popełnił on zarzucane mu czyny, a także trudności w utrzymaniu przez niego dyscypliny wśród więźniów kryminalnych, którzy zdaniem sądu wielokrotnie buntowali się wobec poleceń oskarżonego.